# 국가전자도서관
국가전자도서관(國家電子圖書館)은 대한민국 주요 전자도서관에서 구축한 디지털 콘텐츠의 공유 및 공동 활용을 위해 개발된 시스템으로, 국가지식정보자원의 디지털 원문 중심 통합검색 서비스를 제공한다.
국립중앙도서관은 국가전자도서관 위원회(‘12년~)를 구성하여 국가전자도서관을 운영하고 있으며, 향후 자체 DB를 구축하고 있는 정부부처 및 공공기관을 대상으로 참여기관을 확대할 예정이다.

## 참여기관 및 분야
각 주제 분야별 총 9개 기관(20.12.31기준)이 국가전자도서관에 참여하고 있다.
| 기관명                          | 주제분야                  |
| 국립중앙도서관                  | 한국 관련자료 및 인문과학 |
| 국방대학교 국방전자도서관       | 국방, 안보                |
| 국회도서관                      | 입법 관련정보 및 사회과학 |
| 농촌진흥청 농업과학도서관       | 농학정보                  |
| 법원도서관                      | 사법정보                  |
| 질병관리본부 국립의과학지식센터 | 의과학정보                |
| 한국과학기술원 도서관           | 과학기술정보              |
| 한국과학기술정보연구원          | 과학기술 연구정보         |
| 한국교육학술정보원              | 대학 학술 연구정보        |

## 국가전자도서관 연혁
국가전자도서관 구축 사업은 1995년 초고속 공공응용서비스 사업의 일환으로 국내문헌목록정보와 학술자료 200종의 본문을 DB로 구축하면서 시작되었으며, 1997년 "전자도서관 시범사업"부터 2019년 "국가전자도서관 시스템 재구축"까지 총 8차에 걸쳐 추진됐다.
2019년 “국가전자도서관 고도화 사업”으로 참여기관 데이터의 수집을 위한 통합 데이터베이스를 구축하였으며 참여기관 특화 컬렉션 구축, 사용자 개인화 서비스 지원, OpenAPI 제공 등 이용자들이 다양한 서비스를 제공받을 수 있도록 누리집을 전면 개편하였다.
| 연도 | 추진내용 |
| 1997 | ○ 제1단계 구축사업(국가전자도서관 시범사업) - 이기종 데이타베이스 검색을 위한 Z39.50 프로토콜 개발 - 홈페이지 구축 및 관리시스템 개발 |
| 1998 | ○ 제2단계 구축사업(국가전자도서관 연계사업) - 국가전자도서관 시범시스템 보완 및 확장, 전자출판시스템, 저작권 관리시스템 개발 |
| 2001 | ○ 국가전자도서관 경량화사업 - 표준 Z39.50 프로토콜 기반 통합검색(메타검색) 서비스 제공 - 저작권 및 과금시스템을 연결하여 저작권이 있는 원문에 대한 서비스가 가능하도록 지원 |
| 2002 | ○ 시각장애인용 국가전자도서관 구축사업 - 시각장애인용 국가전자도서관, 국가자료공동목록 사이트 구축 - 시각장애인용 인터넷정보서비스 사이트 구축 |
| 2003 | ○ 홈페이지 확장/개선 및 단위업무 보강사업 - 국가전자도서관 및 원문관리시스템 성능 개선 방안 - 민간DB관리시스템 성능 확장 방안 |
| 2005 | ○ 국가전자도서관 고도화 - 분류검색서비스시스템 구축 - 국가지식포털 시스템 연계확장 - 시각장애인용 국가전자도서관 기능개선 - DBMS(Informix) 관리 솔루션 업그레이드 |
| 2012 | ○ 국가전자도서관 실무위원회 구성 및 운영 |
| 2013 | ○ 국가전자도서관 시스템 확장개선 사업 - 디자인 및 검색UI를 UX(User eXperience)로 개선(웹표준 및 접근성 준수) - 기관별 검색방법 현행화 및 통계 개발 - 원문뷰어 로그 적재 방식 변경(무료 콘텐츠 포함) - 검색 연계 프로그램 모니터링 기능 및 장애시 문자발송 기능 추가 - 보상금 관리시스템 개선(협약기관 이용통계, IP 및 Mac Address 자동인식 등)               |
| 2019 | ○ 국가전자도서관 시스템 재구축 - 표준메타데이터 정의 및 참여기관 데이터 수집 - 자연어 검색엔진 및 보안서버(SSL) 인증 도입 - SNS 및 디지털원패스 로그인 인증절차 도입 - 원문 One-stop 서비스 및 콘텐츠 개발 - 참여기관 컬렉션 구축 및 사용자 개인화 서비스 개발 - 관리시스템 강화 및 다양한 통계 개발 - 공개데이터 OpenAPI 개발 및 제공 - 반응형 웹 기술 적용 |
| 2020 | ○ 국가전자도서관 누리집 전면 개편 - 검색엔진 도입을 통한 자료 검색 속도 및 기능 개선 - 참여기관별 특화 컬렉션 및 다양한 개인화서비스(인기태그, 서평, 사용자목록 등) 제공 - 모바일 반응형 서비스 제공 |